# Газелюнне
Газелюнне (нім. Haselünne) — місто в Німеччині, розташоване в землі Нижня Саксонія. Входить до складу району Емсланд.
Площа — 159,2 км2. Населення становить 13 196 ос. (станом на 31 грудня 2021).